# Tarap tarap (EP)
Tarap tarap – minialbum muzyczny Filipinek wydany w 1965 roku w Polsce przez Pronit (N0361).

## Materiał muzyczny
Trzecia polska epka Filipinek zawierająca premierowe, bardziej „dorosłe” piosenki zespołu. Płyta powstała z inicjatywy Bogusława Klimczuka, który na przełomie 1964 i 1965 r. zaproponował Janowi Janikowskiemu, ówczesnemu opiekunowi artystycznemu Filipinek, kilka piosenek swojej kompozycji z gwarancją, że zostaną one wydane przez Polskie Nagrania „Muza”. Jan Janikowski przystał na propozycję pod warunkiem, że wśród publikowanych piosenek połowa będzie skomponowana przez niego. Kompozytorzy doszli do porozumienia i na epkę (ostatecznie wydaną przez Pronit) weszły dwa utwory Bogusława Klimczuka – Tarap tarap (Bogusław Klimczuk / Tadeusz Urgacz) oraz I to ma być miłość (Bogusław Klimczuk / Kazimierz Winkler), które w ówczesnym repertuarze zespołu Filipinki stanowiły przykłady najbardziej dojrzałego i najpełniej zaaranżowanego materiału muzycznego. Podczas nagrań zespołowi akompaniowała orkiestra pod kierunkiem Bogusława Klimczuka, linia melodyczna obu utworów była bogata, aranżacja pełna rozmachu, wyraźnie nawiązująca do hollywoodzkiej muzyki filmowej (bohaterem piosenki Tarap tarap był amerykański aktor Gregory Peck). Dwa pozostałe utwory zamieszczone na płycie, bezpośrednio inspirowane muzyką amerykańską, także odbiegały od dotychczasowego repertuaru Filipinek. Pierwszy z nich, dynamiczne, najczęściej lansowane w radio Siedmiu chłopców (Jan Janikowski / Andrzej Tylczyński), był przykładem rock 'n' rolla w czystej postaci. Natomiast melodyjna popowa antyrasistowska Ballada o kimś dalekim (Jan Janikowski / Włodzimierz Patuszyński) to pierwszy i jedyny w historii Filiipinek utwór zaangażowany politycznie.

## Informacje dodatkowe
Sprzedaż minialbumu Filipinek Tarap tarap w Polsce według Składnicy Księgarskiej (dane z lat 1973–1975) wyniosła 40.100 egzemplarzy. Według pierwszych planów epka miała mieć oryginalną „okładkową” kopertę, jednak w związku z wydaniem kilka tygodni wcześniej albumu zespołu Rozśpiewani rówieśnicy  (L054) Pronit – z obawy, że longplay i dwa minialbumy Filipinek z poprzedniego roku (Wala–Twist i Filipinki – to my) mogły już nasycić rynek – odstąpił od tego pomysłu dla obniżenia kosztu produkcji płyty. Niewykorzystany projekt okładki epki został po niewielkiej modyfikacji zamieszczony na kopercie amerykańskiego minialbumu zespołu wydanego jesienią 1965 r. (Filipinki, Radio Request Records M-40). Wydanie Tarap tarap z antyrasistowską Balladą o kimś dalekim i tytułowym utworem, którego bohaterem był Gregory Peck, przypadkowo zbiegło się niemal co do dnia z polską premierą polskiego wydania antyrasistowskiej książki Harper Lee Zabić drozda oraz polską premierą jej ekranizacji, wyreżyserowaną przez Roberta Mulligana (14 kwietnia 1965), w której główną rolę zagrał... Gregory Peck. Z piosenkami I to ma być miłość oraz Siedmiu chłopców Filipinki wystąpiły na koncertach III Krajowego Festiwalu Polskiej Piosenki w Opolu, a ich występ został uhonorowany przez Jury nagrodą rzeczową festiwalu.

## Lista utworów
|          | Nr                     | Tytuł             | Muzyka                  | Słowa | Czas |
| -------- | ---------------------- | ----------------- | ----------------------- | ----- | ---- |
| Strona A |                        |                   |                         |       |      |
| 1        | Tarap tarap            | Bogusław Klimczuk | Tadeusz Urgacz          | 3:22  |      |
| 2        | Siedmiu chłopców       | Jan Janikowski    | Andrzej Tylczyński      | 3:15  |      |
| Strona B |                        |                   |                         |       |      |
| 1        | I to ma być miłość     | Bogusław Klimczuk | Kazimierz Winkler       | 2:21  |      |
| 2        | Ballada o kimś dalekim | Jan Janikowski    | Włodzimierz Patuszyński | 3:52  |      |

## Wykonawcy
Filipinki w składzie:
- Zofia Bogdanowicz
- Niki Ikonomu
- Elżbieta Klausz
- Krystyna Pawlaczyk
- Iwona Racz
- Krystyna Sadowska
- Anna Sadowa

Orkiestra pod kierunkiem Bogusława Klimczuka (utwory 1/A, 1/B).
Zespół instrumentalny Jana Janikowskiego (utwory nr 2/A, 2/B).
Opieka artystyczna – Jan Janikowski.
Aranż – Bogusław Klimczuk (utwory 1/A, 1/B), Jan Janikowski (utwory nr 2/A, 2/B).